# Kalkulator (zawód)
Kalkulator – pracownik odpowiedzialny za sporządzanie kalkulacji, czyli obliczaniem kosztów jednostkowych produktów (kosztów planowanych bądź rzeczywistych). Frazeologicznie określenie to oznaczało osobę wyrachowaną.